# 弗里德里希·维尔纳·冯德舒伦堡
弗里德里希·维尔纳·冯德舒伦堡（德語：Friedrich-Werner von der Schulenburg；1875年11月20日—1944年11月10日），德国外交官。

## 生平
1941年巴巴罗萨行动前末任德国驻苏联大使，曾反对德国入侵苏联，后加入反对希特勒的密谋，七二零事件后被指控参与密谋，遭到处决。